# 志佐町
志佐町（しさまち）は、長崎県北松浦郡にあった町。昭和の大合併で周辺自治体と合併を行い市制施行、松浦市となった。
現在は松浦市の一地域である志佐町（しさちょう）となっている。

## 地理
- 山：不老山、豆五郎山、石盛山、大阪山、高法知岳
- 河川：志佐川、庄野川、悪太郎川
- 溜池：明賀谷池、川頭池、大堤池、柳原池
- 港湾：志佐漁港

## 沿革
- 1889年（明治22年）4月1日 - 町村制施行により、北松浦郡志佐村が単独村制にて発足。
  - 同時に高野村・横辺田村が合併し、上志佐村が発足。
- 1902年（明治35年） - 村役場を浦免字中町から字丹花に移転。
- 1921年（大正10年）11月1日 - 志佐村が町制施行。志佐町となる[1]。
- 1954年（昭和29年）4月1日 - 志佐町・上志佐村が合併し、改めて志佐町が発足。
- 1955年（昭和30年）3月31日 - 志佐町・新御厨町・調川町が合併し市制施行。松浦市が発足し、志佐町は自治体として消滅。

## 地名
免を行政区域とする。大字は編成していない。
旧志佐町
1889年の町村制施行時に単独で自治体として発足したため、大字は無し。
- 浦免
- 里免
- 白浜免
- 庄野免
- 西山免

旧上志佐村
旧上志佐村時代は大字（高野・横辺田）を設置していたが、1949年（昭和24年）に大字を廃止した。大字の区域の詳細は上志佐村#地名を参照。
- 赤木免
- 池成免
- 栢木免（かやのき）
- 高野免
- 田平免（たのひら）
- 長野免
- 稗木場免
- 笛吹免
- 柚木川内免（ゆのきがわち）
- 横辺田免

## 交通

### 鉄道
- 日本国有鉄道
  - 松浦線

（新御厨町） - 志佐駅 - （調川町）